# متحف كوري

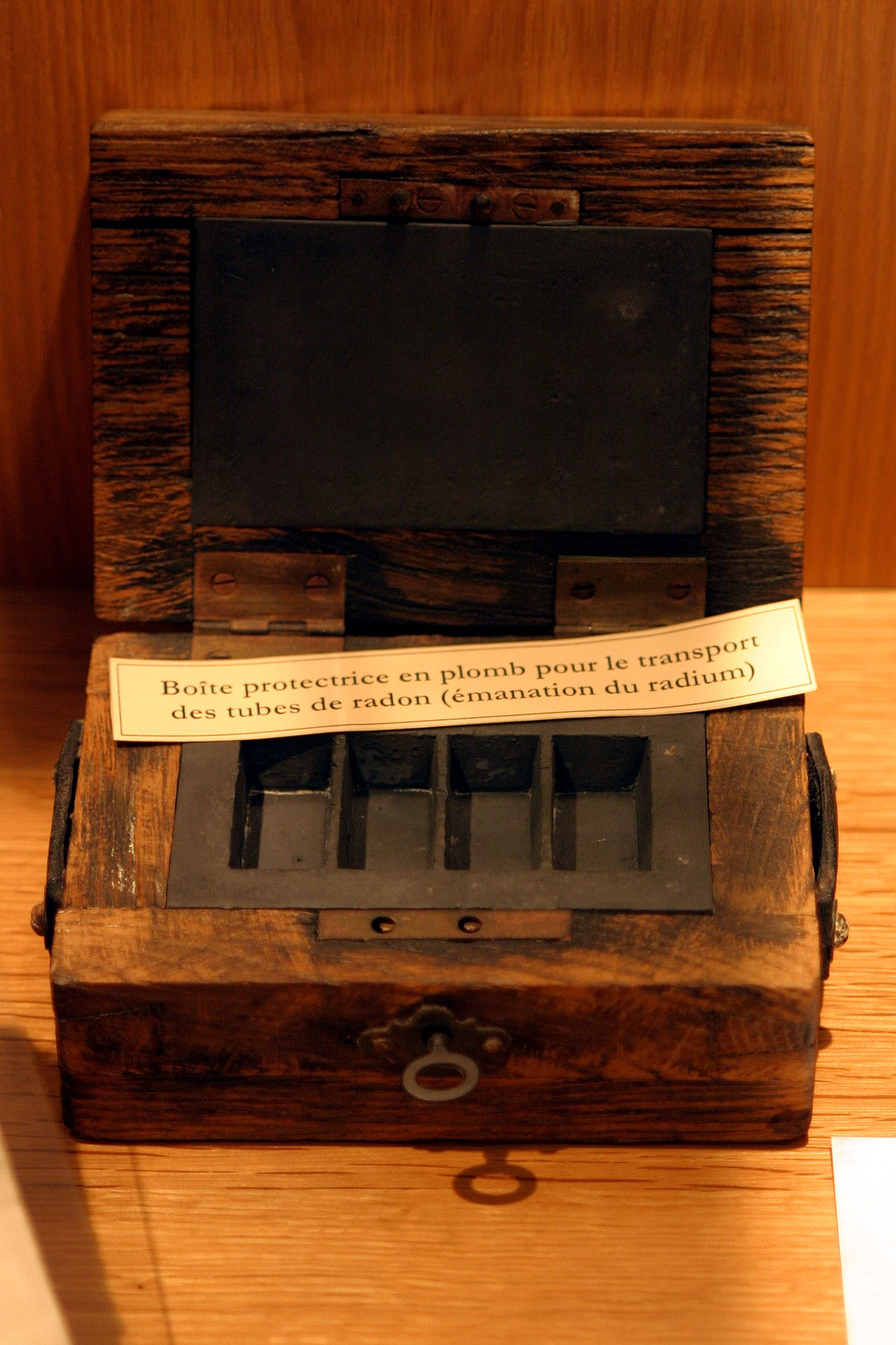
من معروضات متحف كوري: صندوق من الرصاص والخشب يرجع إلى مطلع القرن العشرين كان يستخدم لنقل عينات الرادون

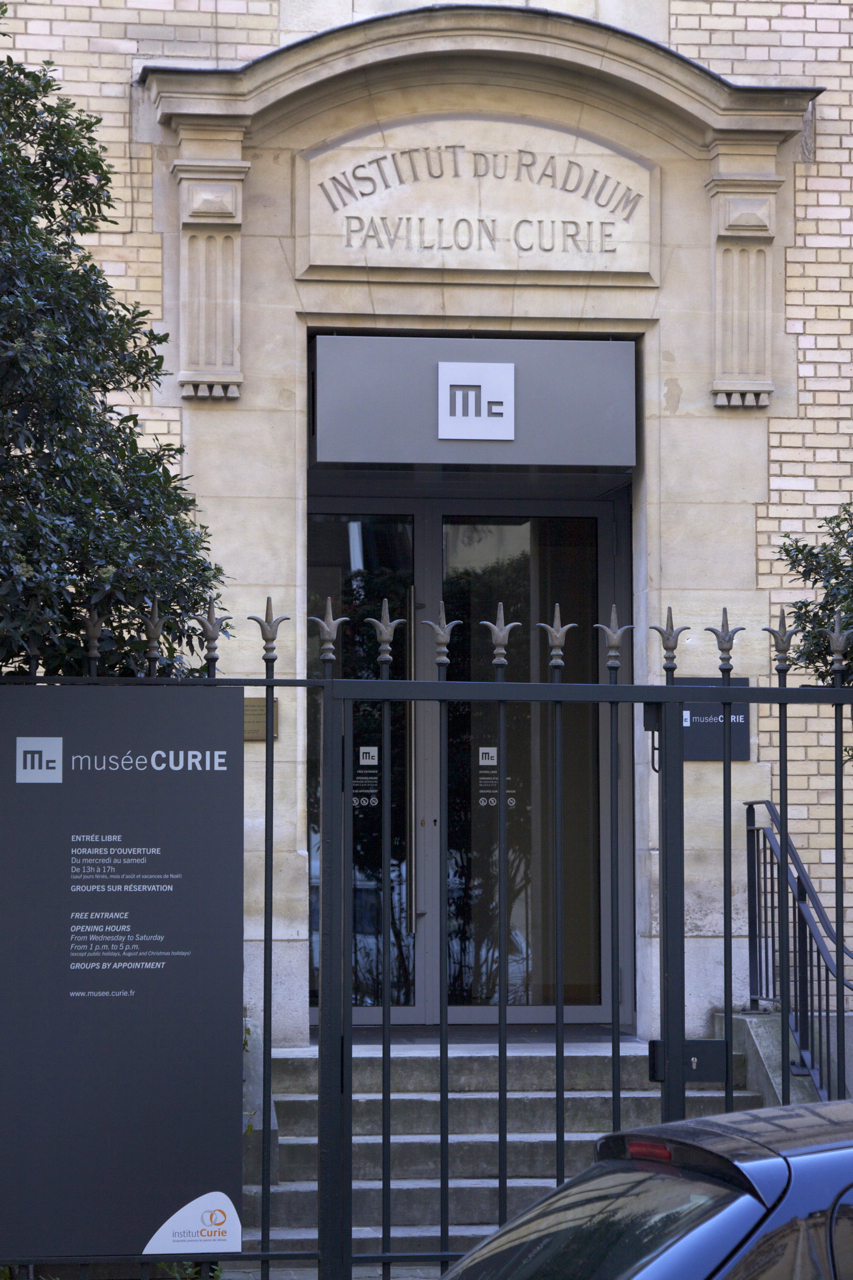
مدخل متحف كوري

متحف كوري هو متحف تاريخي يركز على البحوث الإشعاعية. يقع في الدائرة الخامسة في باريس في فرنسا. ويفتح أبوابه مجانًا من السبت إلى الأربعاء من الساعة 1 حتى الساعة 5 مساءً. تم تجديد المتحف عام 2012 بهبة من إيف كوري.
أنشئ المتحف في عام 1934 بعد وفاة كوري. في الطابق الأرضي من جناح كوري في معهد الراديوم (بالفرنسية: Institut du Radium)‏. الذي كان سابقًا مختبرًا لماري كوري بني في 1911 حتى 1914 وقامت فيه كوري بأبحاثها من 1914 حتى 1934. وفي هذا المختبر اكتشف ابنة مدام كوري إيرين وزوجها فردريك النشاط الإشعاعي الاصطناعي، وهو الاكتشاف الذي أهلهما لنيل جائزة نوبل في الكيمياء سنة 1935.
يحتوي المتحف على عرض تاريخي عن النشاط الإشعاعي وتطبيقاته خصوصًا في المجال الطبي. يركز في هذا العرض على دور عائلة كوري، كما يعرض بعض الأجهزة الهامة التي كانت تستخدم في إجراء أبحاث الإشعاع قبل عقد الأربعينيات من القرن العشرين. ويحتوي المتحف كذلك على مركز للمصادر التاريخية يضم أرشيفات وصورًا ووثائق تخص أسرة كوري، وأسرة جوليو ـ كوري، ومعهد كوري، وتاريخ النشاط الإشعاعي وعلم الأورام.

## اقرأ أيضًا
- قائمة متاحف باريس

## روابط خارجية
- Le musée Curie - الموقع الرسمي